# NICE GIRL プロジェクト!
NICE GIRL プロジェクト! （ナイスガールプロジェクト）は、つんく♂がプロデュースするJポップディーバ（日本流行歌姫）集団プロジェクトである。略称「NGP」。オフィシャルファンクラブの名前は「NICE!!」である（2012年3月で終了）。
スローガンは「女の子がさわやかに汗をかいている姿をライブ感覚でお届け!」。

## 概要
つんく♂がプロデューサーを務める女性アーティストのプロジェクトの一つであり、2007年4月頃から準備を行い、同年10月15日に発足を公表し、2008年4月の本格始動を目指していたが、同年5月3日に本格始動した。
プロジェクトの運営に参加する各社の得意分野を活かし、歌・ダンス・芝居・テレビを中心にモデルやスポーツなどにも精通したアーティストを育てていく。

## 所属メンバー

### グループ
- チャオ ベッラ チンクエッティ（旧：THE ポッシボー）
諸塚香奈実、橋本愛奈、秋山ゆりか、岡田ロビン翔子、後藤夕貴
- キャナァーリ倶楽部
おがまな(小川真奈)、あゆべえ(高田あゆみ)、みっきー(にわみきほ)、いくっち(大浦育子)、ちーちゃん(持田千妃来)

### ソロ
- 小川真奈
- とっきー - 移籍後は本名の時田愛梨で活動
- にわみきほ

### NICE GIRL プロジェクト!研修生
- 別名「ナイスガールトレイニー」
- 五十音順に記載

| 名前        | 愛称         | 生年月日                    | 出身     | 備考                                   |
| ----------- | ------------ | --------------------------- | -------- | -------------------------------------- |
| 石塚未来    | みくダック   | 1995年2月1日                | 神奈川県 |                                        |
| 井上玲音    | れいれい     | 2001年7月17日               | 東京都   | 元・こぶしファクトリー 現・Juice=Juice |
| 小片リサ    | りさまる     | 1998年11月5日               | 東京都   | 元・つばきファクトリー                 |
| 小野はるか  | はるしゃん   | 1996年2月20日               | 神奈川県 |                                        |
| 菅野真子    | まこち       | 1997年10月24日              | 埼玉県   |                                        |
| 北川芽韻    | めめちゃん   | 1999年9月25日               | 神奈川県 |                                        |
| 児島寿理    | じゅりりん   | 2002年11月20日              |          |                                        |
| 小山梨織    | まりお       | 1995年10月14日              | 東京都   |                                        |
| 齋藤栞帆    | りほっぺ     | 2003年・小3（2012年度時点） |          |                                        |
| 島野萌々子  | ももちゃん   | 1999年5月31日               | 埼玉県   | 元・ハロプロ研修生                     |
| 下田優奈    | ゆうちゃん   | 2004年・小2（2012年度時点） |          |                                        |
| 鈴木萌花    | ズッキー     | 2002年2月5日                | 東京都   | 元・3B junior 現・AMEFURASSHI          |
| 千葉あずさ  | あずにゃん   | 1997年1月2日                | 千葉県   |                                        |
| 千葉彩花    | さあや       |                             |          |                                        |
| 中村菜月    | ナッキー     | 1998年10月23日              | 東京都   | なつき名義                             |
| 中村菜摘    | なったまたん | 1997年6月14日               | 東京都   |                                        |
| 野口美結    | みゆぴょん   | 2001年・小5（2012年度時点） | -        |                                        |
| 橋本渚      | なぎなぎ     | 1997年7月3日                | 神奈川県 | なぎさ名義 元・ハロプロ研修生          |
| 廣瀬彩海    | あやぱん     | 1999年8月4日                | 神奈川県 | 元・こぶしファクトリー                 |
| 藤澤新奈    | ふじにー     | 1999年12月25日              | 東京都   |                                        |
| 藤田彩加    | あややん     | 1998年5月9日                | 千葉県   | あすか名義 元・AXELL                   |
| 堀江葵月    | きぃちゃん   | 1998年5月14日               | 東京都   | 元・ハロプロ研修生                     |
| 渡辺-       | わっちゃん   | 2001年12月13日              | 茨城県   |                                        |
| NICE GIRL μ |              |                             |          |                                        |

- 歴代の研修生メンバーに関してはNICE GIRL プロジェクト!研修生を参照

## 元メンバー
| 名前       | 愛称       | 生年月日            | 出身     | 最終所属           | 備考                                                    |
| ---------- | ---------- | ------------------- | -------- | ------------------ | ------------------------------------------------------- |
| 幡野わかば | わかびー   | 12歳（合格時点）    | -        | GTT倶楽部          |                                                         |
| 畑中里砂   | サリー     | -                   | -        | メガネっ娘         |                                                         |
| 何文櫻     | チェリー   | 1988年4月8日        | 中国     | ソロ               | メガネっ娘                                              |
| 杉浦里穂   | りっぽん   | 1992年2月3日        | 愛知県   | キャナァーリ倶楽部 |                                                         |
| 大瀬楓     | かえぴょん | 1991年4月29日       | 千葉県   | THE ポッシボー     | TNXには在籍                                             |
| 内田由麻   | うっちぃ   | 1994年11月7日       | 茨城県   | キャナァーリ倶楽部 |                                                         |
| 橋口恵莉奈 | えり～な   | 1996年11月18日      | 千葉県   | キャナァーリ倶楽部 |                                                         |
| 加藤花蓮   | カレン     | 1993年7月3日        | 東京都   | GTT倶楽部→ソロ     | 卒業後もTNXに在籍していたが現在はフリー                 |
| 大塚桃子   | ピーチ     | 1987年2月21日       | 東京都   | 研修生→ソロ        |                                                         |
| 小塚真里奈 | マリーナ   | 1993年3月16日       | 神奈川県 | GTT倶楽部→研修生   |                                                         |
| 岡田怜子   | おっきゃん | 1993年6月19日       | 埼玉県   | キャナァーリ倶楽部 |                                                         |
| 松井友里絵 | まっちゃん | 1988年4月6日        | 東京都   | キャナァーリ倶楽部 |                                                         |
| 中根由衣   | ゆい姉ぇ   | 1987年6月22日       | 茨城県   | 研修生             | あいぽんの姉                                            |
| 岡田沙耶奈 | さやにゃん | 1998年5月29日       | 東京都   | 研修生             | NTH所属（松本さやな名義）                               |
| 山下瑞樹   | ミズキング | 1993年9月9日        | 千葉県   | 研修生             | 元M-SMILE所属（山下瑞稀名義）                           |
| 押切沙也加 | さやりぃ   | 1996年8月27日       | 愛知県   | 研修生             | フリーで活動中                                          |
| 中根亜衣   | あいぽん   | 1990年12月4日       | 茨城県   | 研修生             | ゆい姉ぇの妹                                            |
| 桑田望     | のぞみん   | 1991年4月27日       | 神奈川県 | 研修生             |                                                         |
| 山田歩美   | -          | 小6（2012年度時点） | -        | 研修生             |                                                         |
| 國安愛菜   | マナちゃん | 2002年2月9日        | 茨城県   | 研修生             | iDOL Streetストリート生（3期生）                        |
| 赤羽つぶら | つぶら氏   | 1992年12月5日       | 東京都   | 研修生             | 元エムズファクトリー所属                                |
| 歩弓       | グッチー   | 1998年6月26日       | 神奈川県 | 研修生             | 株式会社4C所属                                          |
| 板橋美羽   | みーちゃん | 1999年7月14日       | 千葉県   | 研修生             | Loopメンバー                                            |
| 郡戸美有   | ぐんとくん | 1993年8月31日       | 神奈川県 | 研修生             |                                                         |
| 今野梨奈   | 馬食       | 1993年11月29日      | 埼玉県   | 研修生             | 大宮アイドール                                          |
| 坂上麻優   | でこまゆ   | 1998年9月4日        | 東京都   | 研修生             |                                                         |
| 寺尾優美   | ゆみん     | 1999年5月23日       | 東京都   | 研修生             | ポニーキャニオンアーティスツ所属 シブヤDOMINIONメンバー |
| 勝田麗美   | れいみん   | 1992年5月25日       | 神奈川県 | 研修生             |                                                         |
| 笹塚しおり | しおりん   | 1994年12月12日      | 東京都   | GTT倶楽部→研修生   |                                                         |
| 桑元稜     | りょうっち | 2000年9月28日       | 神奈川県 | 研修生             | ポニーキャニオンアーティスツ所属 シブヤDOMINIONメンバー |
| 佐藤麻莉亜 | まりあんぬ | 1994年9月13日       | 埼玉県   | 研修生             | フィロソフィーのダンス・オーガニック（本物）            |
| 油井原幸   | さっちゃん | 1995年7月25日       | 埼玉県   | 塾生→研修生        |                                                         |
| 安達玲奈   | ‐          | 2002年8月7日        | 愛知県   | 研修生             |                                                         |
| 新垣-      | カッキー   | 2002年6月24日       | 神奈川県 | 研修生             |                                                         |

## ユニット
MM学園 合唱部／北神未海 with MM学園 合唱部
極上!!めちゃモテ委員長から誕生したユニット。
参加メンバー：北神未海（CV 小川真奈）、あっきゃん、あゆべえ、いくっち、おっきゃん、ごとぅー、ちーちゃん、とっきー、ロビン、はしもん、まっちゃん、みっきー、もろりんほか

## スポーツ
NICE GIRL ボウリング部
ボウリングチーム。
参加メンバー：あゆべえ、いくっち、諸塚香奈実、橋本愛奈、秋山ゆりか、岡田ロビン翔子
Princess Chatters
チアリーディングチーム。
参加メンバー：THE ポッシボー、キャナァーリ倶楽部、とっきー、しおりん、ゆい姉ぇ、あいぽんほか
Angel Chatters
チアリーディングチーム。上記のPrincess Cattersの妹分。
参加メンバー：グッチー、カッキー、みーちゃんほか

## 運営
NICE GIRL プロジェクト!は、以下の各社の共同事業である。
- 株式会社田辺エージェンシー
- 株式会社スペースクラフト
- 株式会社アップフロントプロモーション（旧：アップフロントエージェンシー）
- TNX株式会社

## 主な年間行事
次の様な企画が計画されている。
- 年2回のユニット合同ライブ
- 各ユニットのライブ
- 会館や小屋での芝居・ミュージカル
- ハロー!プロジェクトとのジョイントライブ

## 略歴

### 2007年
- 10月15日、NICE GIRL プロジェクト!の発足を公表（この時点でTHEポッシボー及びキャナァーリ倶楽部が所属）[9]。

### 2008年
- 1月2日 - 14日、つんく♂THEATER第5弾を開催。
- 3月30日、THE ポッシボー初単独ライブ2008春〜横浜☆恋のキャッチボー〜にNICE GIRL μがゲストとして初出演。同時にファンクラブの受付を開始。
- 5月3日、カレン・ピーチ・チェリーが加入。
- 8月9日・12日・13日、'08夏 ナイスガールプロジェクト!エモーショナルライブ 〜ミラクル セクシー ダイナマイト〜を開催。
- 9月13日 - 15日、つんく♂THEATER第6弾を開催。 - ゲスト：ハロプロエッグ
- 11月2日、新宿末廣亭にてNICE GIRL プロジェクト!初めての寄席 ～ナイスなひと時～を開催。 - 出演：大瀬楓・橋本愛奈（以上THE ポッシボー）・あゆべえ・まっちゃん・いくっち・えり〜な（以上キャナァーリ倶楽部）・ピーチ・カレン
- 12月31日、チェリーが卒業。

### 2009年
- 1月12日、りっぽんがキャナァーリ倶楽部を卒業。
- 6月14日、えり〜ながキャナァーリ倶楽部を卒業、持田千妃来がキャナァーリ倶楽部準メンバーとして加入。
- 8月22日、大瀬楓がTHE ポッシボーを卒業。
- 12月25日、持田千妃来がキャナァーリ倶楽部正式メンバーに昇格、とっきーお披露目。

### 2010年
- 1月9日 - 11日、つんく♂THEATER第8弾『スターはつらいよ』を開催。
- 3月20日、とっきーが正式メンバーに昇格。ゆい姉ぇ・あいぽん・くらもん・カッキーお披露目。
- 3月21日、うっちぃが卒業。
- 4月29日、グッチー・みーちゃん・きにーにゃお披露目。
- 7月31日、えり〜なが卒業。
- 9月4日、カレンが卒業。
- 9月26日、ピーチが卒業。

### 2011年
- 1月31日、マリーナが卒業。
- 5月1日、おっきゃんとまっちゃんが卒業。

### 2012年
- 1月9日、研修生 藤澤新奈、桑元稜、千葉彩花 お披露目。

## ハロー!プロジェクトとの相違点
つんく♂がプロデュースするNICE GIRL プロジェクト!と同様のプロジェクトにハロー!プロジェクト（以下「ハロプロ」）がある。ハロプロはアップフロントプロモーションに所属するアーティストのみで構成されている。これに対し、NICE GIRL プロジェクト!は他の芸能プロダクションに所属するアーティストも参加している。
また、レコード会社は、ハロプロが現在アップフロントグループのアップフロントワークス（しゅごキャラエッグ!・ガーディアンズ4を除く）であるが、NICE GIRL プロジェクト!はTNXである。
なお、NICE GIRL プロジェクト!の参加アーティストの一つであるTHE ポッシボーは、ハロプロの研修生の一つであるハロプロエッグのメンバーから結成され、ハロプロのコンサートなどに出演していたが、NICE GIRL プロジェクト!の発足に合わせてハロプロエッグを卒業し、移籍する形となった。

## 出演

### ラジオ
- ポッシきゃな?（CBCラジオ、火曜23:30〜24:00〈ハイパーナイト枠〉） - THE ポッシボーの岡田ロビン翔子とキャナァーリ倶楽部の丹羽未来帆が担当。
2009年12月29日で丹羽未来帆がパーソナリティを卒業。そのため、キャナァーリ倶楽部のいくっちが2010年からの新パーソナリティになった。
- ポッシとキャナのナイスキッス!（Kiss-FM KOBE、土曜21:00〜21:30、2008年9月6日 - 2009年7月25日） - THE ポッシボーの橋本愛奈とキャナァーリ倶楽部のいくっちが担当。
- キャナァーリ倶楽部〜以心伝心〜（TBSラジオ、月曜、2009年4月6日 - ） - キャナァーリ倶楽部小川真奈と丹羽未来帆が担当。また、毎週1名ウィークリーメンバーを迎え、3人でトークしていく。

### 映画
- NICE GIRL ムービー! ブタ玉伝説(2008年)

### メディア

#### CD
- 万歳！ナイスガール2010 (2010年12月1日)

1. LOVE2パラダイス
2. 私の魅力
3. ダイスッキ!
4. 元気になれっ!
5. 一人ぼっちの私
6. 君が主役さっ!
7. めちゃモテたいっ!
8. おしゃれ マイドリーム
9. アン ドゥ トゥロワ MIRACLE
10. My Friends〜合言葉〜
11. やべ〜なべ〜な 圧力ベ〜ナ〜 (Bonus Track)

#### DVD
- NICE GIRL プロジェクト! THE ポッシボーとキャナァーリ倶楽部の秘密（2008年2月28日）
- NICE GIRL ムービー! ブタ玉伝説（2008年10月24日）
- NICE GIRL プロジェクト!Princess Chatters～密着ドキュメント153日～（2010年2月28日）
- 万歳！ナイスガール2010 DVD (2010年12月1日)

##### ライブ
- ナイスガールプロジェクト!2009 SUMMER LIVE～ナイスバケーション!～（2009年12月25日）
- ナイスガールプロジェクト!2010セプテンバーLIVE～品ステ コレクション!～（2010年12月23日）

##### 舞台
- つんく♂タウンTHEATER第3弾 THEポッシボー初主演公演!! （2007年9月19日）
- つんく♂THEATER第4弾 あぁ　女子合唱部～栄光のかけら～

#### 雑誌
- B.L.T.（東京ニュース通信社）

## オーディション
- キャナァーリ倶楽部およびNICE GIRL μは事務所所属のメンバーの中からの選抜されたため、オーディションをうけていない。時東ぁみもオーディションには参加していない。

### NICE GIRL プロジェクト!オーディション
- 常時開催中である。
  - 応募資格 : 芸能活動に興味があり、唄が大好き、スポーツが大好きで2011年4月時点で小学校1年生から20歳以下の女の子（但し合格後、都内に通えること〈レッスンなどのために〉）で、応募締め切り時に芸能プロダクションなどの芸能活動を行う団体に所属および契約などをしていないこと[10]。
  - 主な合格者 : とっきー、ゆい姉ぇ、あいぽん、くらもん、カッキー、グッチー、みーちゃん、きにーにゃ、わっちゃん、ズッキーなど

### 過去に開催されたオーディション

#### ハロプロ エッグ オーディション2004
- 合格者 : THE ポッシボー（秋山ゆりか、大瀬楓、岡田ロビン翔子、後藤夕貴、橋本愛奈、諸塚香奈実）

#### GIRLSつんく♂タウンTHEATER オーディション
- 応募資格：12歳〜20歳までの女の子。応募締め切り時に芸能プロダクションなどの芸能活動を行う団体に所属および契約などをしていないこと。
- 合格者：加藤花蓮（カレン）、笹塚しおり（しおりん）、小塚真里奈（マリーナ）、幡野わかば（わかびー）
  - オーディション募集前のふれこみでは合格者はGIRLS つんく♂タウン東京（GTT東京）に登録できるとあったが実際は合格者でGTT倶楽部を結成した。

#### 第1回『妹メガネっ娘♀・姉貴分メガネっ娘♀オーディション!!』
- 合格者 : 大塚桃子（ピーチ）、畑中里砂（サリー）

#### 第2回『妹メガネっ娘♀・姉貴分メガネっ娘♀オーディション!!』
- 合格者 : 何文櫻（チェリー）

#### 第3回『妹メガネっ娘♀・姉貴分メガネっ娘♀オーディション!!』
- 合格者 : 持田千妃来（ちーちゃん）

## 脚註